# Ксенофонтов, Александр Витальевич
Алекса́ндр Вита́льевич Ксенофо́нтов (бел. Аляксандр Віталевіч Ксенафонтаў; род. 5 мая 1999, Ржавец, Минская область) — белорусский футболист, полузащитник клуба «Торпедо-БелАЗ».

## Клубная карьера
Является воспитанником футбольного клуба «Минск». В 2015 году перебрался в «Динамо», где выступал за дублирующий состав. В августе 2018 года вместе с несколькими своими одноклубниками на правах аренды до конца сезона перешёл в «Чисть». В её составе дебютировал в первой белорусской лиге 18 августа в игре со «Сморгонью». На 55-й минуте встречи при счёте 4:0 в пользу соперника он отыграл один мяч, забив свой первый гол в карьере. По итогам сезона «Чисть» заняла последнее место в турнирной таблице и вылетела во вторую лигу. Ксенофонтов принял участие в 12 матчах, в которых забил 4 гола.
В январе 2019 года проходил просмотр в «Энергетике-БГУ», но в итоге вернулся в «Динамо». Впервые в футболке «бело-синих» появился на поле в матче 1/16 финала кубка страны с «Гранитом». Ксенофонтов вышел в стартовом составе и в самом начале второго тайма забил гол, впоследствии оказавшийся победным. 14 июля дебютировал в чемпионате Беларуси, отыграв 61 минут в гостевом матче с «Динамо-Брест».
В конце января 2020 года отправился на просмотр в «Витебск», по результатом которого подписал с клубом контракт. В декабре стал полноправным игроком команды. В сезоне 2021 закрепился в стартовом составе витебской команды. В январе 2022 года продлил контракт с клубом. В августе 2022 года покинул клуб, расторгнув с витебским клубом контракт.
В августе 2022 года стал игроком российского клуба «Родина». Дебютировал за клуб 27 августа 2022 года в мтаче против клуба «СКА-Хабаровск». За вторую команду клуба «Родина-2» сыграл первый матч 26 сентября 2022 года против тульского «Арсенала-2». Первым результативным действием за клуб отличился 16 октября 2022 года в матче против «Уфы». В конце ноября 2022 года появилась информация, что российский клуб намерен расстаться с футболистом.
В январе 2023 года футболист на правах аренды присоединился к жодинскому «Торпедо-БелАЗ», с опцией права выкупа. Дебютировал за клуб 18 марта 2023 года в матче против брестского «Динамо». По итогу полуфинальных матчей Кубка Беларуси обыграл мозырскую «Славию» и вышел в финал. Стал обладателем Кубка Беларуси, где в финале 28 мая 2023 года одержал победу над борисовским БАТЭ. По окончании сезона 2024 года полузащитник покинул «Торпедо»-БелАЗ. В высшей лиге-2024 провел 22 матча и заработал 1+1 по системе «гол+пас». В феврале 2025 года стал игроком «Витебска».

## Карьера в сборной
В сентябре и октябре 2015 года выступал за юношескую сборную Беларуси в отборочном раунде Чемпионата Европы. В январе 2016 года принимал участие в Кубке Развития, который проходил в Минске.
26 марта 2019 года дебютировал за молодёжную сборную Беларуси, выйдя на замену в товарищеском матче против Литвы (1:0).

## Статистика выступлений

### Клубная статистика
| Выступление      | Выступление      | Выступление      | Лига | Лига | Кубки | Кубки | Конт. кубки | Конт. кубки | Итого | Итого |
| Клуб             | Лига             | Сезон            | Игры | Голы | Игры  | Голы  | Игры        | Голы        | Игры  | Голы  |
| ---------------- | ---------------- | ---------------- | ---- | ---- | ----- | ----- | ----------- | ----------- | ----- | ----- |
| → Чисть          | Первая лига      | 2018             | 12   | 4    | 0     | 0     | 0           | 0           | 12    | 4     |
| → Чисть          | Итого            | Итого            | 12   | 4    | 0     | 0     | 0           | 0           | 12    | 4     |
| Динамо (Минск)   | Высшая лига      | 2019             | 4    | 0    | 1     | 1     | 1           | 0           | 6     | 1     |
| Динамо (Минск)   | Итого            | Итого            | 4    | 0    | 1     | 1     | 1           | 0           | 6     | 1     |
| → Витебск        | Высшая лига      | 2020             | 10   | 1    | 2     | 0     | 0           | 0           | 12    | 1     |
| → Витебск        | Итого            | Итого            | 10   | 1    | 2     | 0     | 0           | 0           | 12    | 1     |
| Витебск          | Высшая лига      | 2021             | 29   | 5    | 2     | 0     | 0           | 0           | 31    | 5     |
| Витебск          | Итого            | Итого            | 29   | 5    | 2     | 0     | 0           | 0           | 31    | 5     |
| Всего за карьеру | Всего за карьеру | Всего за карьеру | 55   | 10   | 5     | 1     | 1           | 0           | 61    | 11    |

## Достижения
«Торпедо-БелАЗ»
- Обладатель Кубка Беларуси: 2022/23
- Обладатель Суперкубка Беларуси: 2024